# 平山千里
平山 千里（ひらやま ちさと、1985年2月14日 - ）は、日本の元AV女優。
出身地：東京都。
身長：166cm。スリーサイズ：B84(C)・W60・H87

## 略歴
2004年にAVデビュー。
お菓子系グラビアを完全制覇している激萌えアイドル。
現在は引退している。

## 作品

### アダルトビデオ
- 抱っこしてほチイの　（2004年9月21日、h.m.p）
- ブルセラパイすくーる　（2004年10月21日、h.m.p）
- ゴスエロリー　（2004年12月10日、h.m.p）
- 恥さらしのパンチイ　（2005年1月10日、h.m.p）
- セル初×ギリモザ ギリギリモザイク　（2005年3月11日、エスワン）
- ギリギリモザイク 美少女の普通のセックス　（2005年4月11日、エスワン）
- ギリモザ 6つのコスチュームでパコパコ！　（2005年5月7日、エスワン）
- ギリギリモザイク 妄想的特殊浴場 本指名 平山千里　（2005年10月7日、エスワン）
- ギリギリモザイク 病院でい～っぱいエッチしよ♥　（2005年11月7日、エスワン）
- ギリギリモザイク 千里との共同生活は24時間セックスざんまい！　（2005年12月7日、エスワン）

他多数出演。

### 写真集
- 追憶の少女 ノスタルジア（2004年9月1日、彩文館出版、撮影：小沢忠恭）ISBN 978-4775600504